# Municipio de Newbury (Kansas)
El municipio de Newbury (en inglés: Newbury Township) es un municipio ubicado en el condado de Wabaunsee en el estado estadounidense de Kansas. En el año 2010 tenía una población de 1042 habitantes y una densidad poblacional de 5,13 personas por km².

## Geografía
El municipio de Newbury se encuentra ubicado en las coordenadas 39°3′30″N 96°10′11″O / 39.05833, -96.16972. Según la Oficina del Censo de los Estados Unidos, el municipio tiene una superficie total de 203.14 km², de la cual 201,99 km² corresponden a tierra firme y (0,57 %) 1,15 km² es agua.

## Demografía
Según el censo de 2010, había 1042 personas residiendo en el municipio de Newbury. La densidad de población era de 5,13 hab./km². De los 1042 habitantes, el municipio de Newbury estaba compuesto por el 95,97 % blancos, el 0,38 % eran afroamericanos, el 0,38 % eran amerindios, el 0,19 % eran de otras razas y el 3,07 % eran de una mezcla de razas. Del total de la población el 4,22 % eran hispanos o latinos de cualquier raza.